# Лазар Кльонков
Лазар Иванов Кльонков (понякога Клюнков) е български революционер, войвода на Вътрешната македонска революционна организация.

## Биография
Роден е през 1880 година или 1883 година в щипската махала Ново село, тогава в Османската империя. Завършва основно образование. По време на Балканската война през 1912 – 1913 година е доброволец в 1-ва рота на 15-а щипска дружина на Македоно-одринското опълчение. Действа с чета в източната част на Вардарска Македония в 1915 година.
През Първата световна война е старши подофицер в партизанската рота на Никола Лефтеров. Двамата му братя, Владимир и Мане, са в редиците на Единадесета пехотна македонска дивизия и двамата са наградени с ордени „За храброст“.
След войната участва във възстановяването на революционната организация и от 1919 година е войвода в Щипско, Радовишко, Малешевско и Гевгелийско, а заедно с четата на Христо Симеонов води сражения със сръбски жандарми.
По-късно е деец на Симитлийското македонско братство.